# Poecilia gillii
Poecilia gillii là một loài cá đẻ con sống thuộc họ Cá khổng tước phân bố khắp Trung Mỹ. Đây là loài ăn cỏ, được tìm thấy ở cả nước động và nước tĩnh cũng như trong môi trường nước ngọt và nước lợ. Các cá thể của loài này cho thấy sự đa dạng về màu sắc, kích thước và hình thái.
Theo sách đỏ IUCN, chưa có dữ liệu để xác định tình trạng bảo tồn cụ thể của Poecilia gillii. Loài này được Rudolf Kner mô tả lần đầu vào năm 1863.

## Miêu tả
Poecilia gillii chủ yếu có màu xám với các điểm nổi bật màu xanh lam và hàng đốm vàng ở hai bên. Con cái ở một số môi trường cửa sông có màu đen chấm. Hầu hết các vây đều có màu vàng. Những con đực trưởng thành rất khác nhau về kích thước cơ thể, màu sắc và hình thái. Một số con đực có vây lưng dài, cùng với vây đuôi, thường có các đốm hoặc đốm đen gần thân cá. Vây đuôi của con đực ở một số quần thể vùng thủy triều có viền màu cam. Một số quần thể khác có những con đực mang vây lưng và vây đuôi màu đỏ.

Trong số những cá thể đực không tán tỉnh, P. gillii có vây lưng lớn nhất trong quần thể loài Poecilia sphenops. Loài này gần giống với P. mexicana nhất.

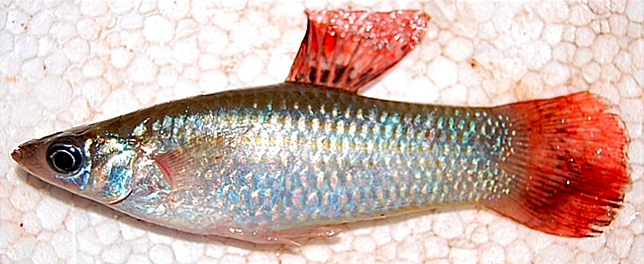
Con đực dạng vây đỏ
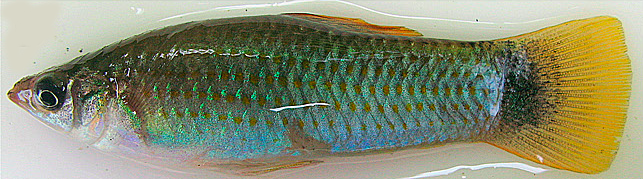
Con đực dạng vây vàng
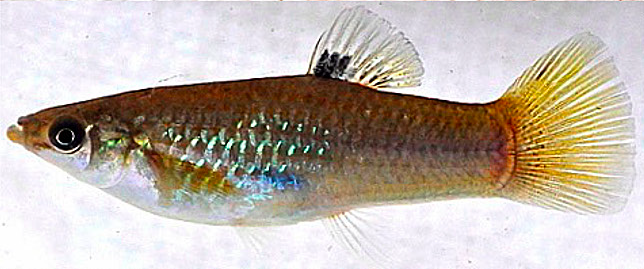
Con cái

## Phân bố và môi trường sống
Poecilia gillii phân bố rộng rãi ở Trung Mỹ, xuất hiện từ Guatemala đến Colombia trên sườn Đại Tây Dương và đến sông Térraba của Costa Rica trên sườn Thái Bình Dương. Ở Costa Rica, đây là loài cá nước ngọt phổ biến nhất. Phạm vi của P. gillii tiếp tục ở Panama từ sông Grande đến sông Bayano.
Loài này được tìm thấy với số lượng lớn nhất ở các cửa sông, đầm lầy, suối và vùng nước nông của các con sông lớn, nhưng cũng sinh sống ở vùng nước chảy nhanh hơn. Những cá thể sống ở vùng nước lợ có xu hướng lớn hơn những cá thể được quan sát thấy ở suối, chiều dài đạt tới 105 mm. Nhiệt độ của những môi trường sống này dao động từ 19 đến 37 °C, độ pH trong khoảng 7,2 đến 7,8.
Ở sông Pacuare, một quần thể lớn Poecilia gillii sống trên nền đá, sỏi và cát phủ đầy tảo. Các loài chia sẻ môi trường sống này bao gồm Amatitlania nigrofasciata, Astyanax aeneus, Parachromis dovii, Poeciliopsis retropinna, Sicydium salvini và Tomocichla sieboldii.

## Dinh dưỡng
Poecilia gillii là loài ăn mùn bã và ăn cỏ. Cá thường được tìm thấy gần chất nền, tìm kiếm mùn bã, dịch rỉ và tảo dạng sợi.

## Sinh sản
Poecilia gillii là một loài cá đẻ con sống. Nó sinh sản liên tục quanh năm, mặc dù hầu hết cá con xuất hiện vào tháng 8.
Ở một số loài thuộc họ Cá khổng tước như P. latipinna và Xiphophorus multilineatus, những con đực lớn tán tỉnh con cái trong khi những con đực nhỏ lại dựa vào việc rượt đuổi và lén tiếp cận con cái để giao cấu. Mặc dù những con đực P. gillii có nhiều kích cỡ khác nhau, chúng đều không thể hiện hành vi tán tỉnh. Do đó, giới khoa học đưa ra giả thuyết rằng mục đích của màu sắc và kích thước vây phóng đại của những con đực lớn là để đe dọa những con đực đối thủ và tránh xô xát. Những con đực nhỏ có kích thước và màu sắc ít dễ thấy hơn để dễ dàng theo dõi con cái và tránh những con đực lớn hung hãn. Con đực – thường là con cỡ lớn – gặm nhấm cơ quan sinh dục của con cái để xác định khả năng tiếp nhận của con cái. Con cái có thể thích những con đực to lớn, nhiều màu sắc hơn. Cơ quan giao phối được gọi là vây giao cấu, sẽ dài hơn ở những con đực nhỏ để tạo điều kiện thuận lợi cho kiểu giao hợp lén lút và mang tính theo đuổi.